# 奥村信太郎

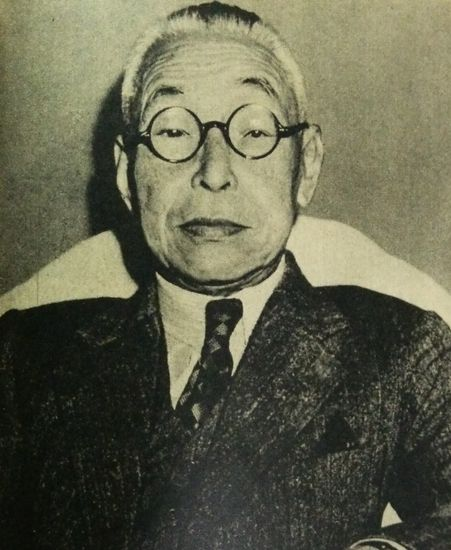
奥村信太郎

奥村 信太郎（おくむら しんたろう、1875年9月22日 - 1951年3月4日）は、日本のジャーナリスト、元毎日新聞社社長。

## 経歴
東京府荏原郡品川村大字北品川宿（現東京都品川区北品川）で父奥平昌邁、母岡見りきの間に生まれ、奥平家の菩提寺である清光院住職奥村成岳の長男として入籍。慶應義塾幼稚舎を経て1896年12月慶應義塾大学文学部を卒業。在学中に森鷗外から美学を学んだ。1897年1月博文館編集局に入社。1899年に退社して真宗日報（後に広島日報）主筆として広島に赴任したが、翌1900年、道楽が原因で夜逃げし、東京に戻る。1901年4月、慶應義塾長鎌田栄吉の紹介で大阪毎日新聞社に入社、通信部員となる。日露戦争開戦後の1904年3月、陸軍の許可を得て従軍記者となり、第1軍に従軍。同年9月に帰社。1906年12月通信部副部長となり、東西連絡部員、学芸部員を兼務する。1907年10月、第1回海外派遣記者として欧米視察に出発、翌1908年5月に帰国した。1909年5月内国通信部長心得、同年6月社会部員兼務、1910年9月正式に内国通信部長、1912年7月社会部長、1919年2月内国通信部長兼務、1920年5月編集副主幹兼社会部長（翌6月社会部長兼務を解かれる）、1922年4月編集主事、同年6月重役待遇、1924年9月編集総務、1926年7月常務取締役・編集総務、同年9月印刷局長も兼務、1932年2月東京日日新聞社編集主幹、1933年3月大阪毎日新聞社営業局長、同年10月専務取締役・大阪毎日新聞社営業局長、1936年1月社長に就任。敗戦のため1945年8月29日社長辞任、相談役となり、11月28日相談役を解かれ最高顧問となる。1946年2月16日最高顧問を辞し、1947年8月公職追放を受ける。追放後は回想録『新聞に終始して』（文藝春秋新社、1948年）を執筆するなどして、追放解除を待たずに1951年3月4日、萎縮腎に尿毒症を併発して死去、75歳。